# Hari
Hari (románul Heria) település Romániában, Fehér megyében.

## Fekvése
Gyulafehérvártól 61 km-re északkeletre, Marosújvártól 19 km-re keletre, Magyarforró, Szárazvámtanya, Batizháza és Marosnagylak közt fekvő település.

## Története
1274-ben Hari néven említik először a források.
A középkorban katolikus lakossága a reformációt követően áttért a református hitre. A 17. század folyamán a magyar lakosság mellé románok költöztek be a faluba.
A trianoni békeszerződésig Alsó-Fehér vármegye Marosújvári járásához tartozott.

## Lakossága
1910-ben 696 lakosa volt, ebből 531 román, 162 magyar és 3 egyéb nemzetiségűnek vallotta magát.
2002-ben 344 lakosából 267 román, 39 cigány és 38 magyar volt.

## Látnivaló
- A 13. században épült református temploma.